# Liga Sul de Futsal
A Liga/Copa Sul de Futsal é a principal competição de futsal entre clubes da Região Sul do Brasil, organizada pela Confederação Brasileira de Futsal. É disputada por equipes das federações catarinense, gaúcha e paranaense.
A primeira edição ocorreu em Brusque, Santa Catarina no ano de 2005, com o São Miguel Futsal, do Paraná, conquistando o título ao término do campeonato. O vencedor da competição se qualifica para jogar a Copa do Brasil de Futsal no ano posterior.

## Edições
A competição já teve as seguintes edições realizadas:
| Ano               | Sede              |                         | Campeão              | Vice-campeão |
| 2005 Detalhes     | Brusque           | São Miguel              | Colegial             |              |
| 2006 Detalhes     | RS, SC e PR       | S.E.R. AABC             | Unoesc/ASME          |              |
| 2007              | —                 | Não disputado           | Não disputado        |              |
| 2008 Detalhes     | Concórdia         | Concórdia               | Copagril             |              |
| 2009 Detalhes     | Três Coroas       | Paraná Clube            | Colégio Londrinense  |              |
| 2010 Detalhes     | Concórdia         | Concórdia               | Guarapuava           |              |
| 2011 Detalhes     | Francisco Beltrão | Pré Fabricar Futsal/CME | Guarapuava           |              |
| 2012 Detalhes     | Videira           | ADHering/FMD B          | Marreco              |              |
| 2013 Detalhes     | Lages             | Atlântico               | 1º de Julho          |              |
| 2014 Detalhes     | Maringá           | ALAF                    | Cascavel             |              |
| 2015 Detalhes     | Toledo            | Xaxiense Futsal         | Keima Futsal         |              |
| 2016 e 2017       | —                 | Não disputado           | Não disputado        |              |
| 2018 Detalhes     | Campo Mourão      | Pato Futsal             | Blumenau             |              |
| 2019, 2020 e 2021 | —                 | Não disputado           | Não disputado        |              |
| 2022              | Foz do Iguaçu     | Joaçaba Futsal          | Foz Cataratas Futsal |              |
| 2023              | Jaraguá do Sul    | Jaraguá Futsal          | Tubarão Futsal       |              |

### Títulos por equipe
| Clube                   | Títulos | Vices |
| ----------------------- | ------- | ----- |
| Concórdia               | 2       | 0     |
| ADHering/FMD B          | 1       | 0     |
| ALAF                    | 1       | 0     |
| Atlântico               | 1       | 0     |
| Paraná Clube            | 1       | 0     |
| Pato Futsal             | 1       | 0     |
| Pré Fabricar Futsal/CME | 1       | 0     |
| São Miguel              | 1       | 0     |
| S.E.R. AABC             | 1       | 0     |
| Xaxiense Futsal         | 1       | 0     |
| Joaçaba Futsal          | 1       | 0     |
| Jaraguá Futsal          | 1       | 0     |
| Guarapuava              | 0       | 2     |
| 1º de Julho             | 0       | 1     |
| AD Colegial             | 0       | 1     |
| Blumenau                | 0       | 1     |
| Cascavel                | 0       | 1     |
| Col. Londrinense        | 0       | 1     |
| Copagril                | 0       | 1     |
| Keima Futsal            | 0       | 1     |
| Marreco                 | 0       | 1     |
| Foz Cataratas Futsal    | 0       | 1     |
| Unoesc / ASME           | 0       | 1     |

### Títulos por Estado
| Estado            | Títulos | Vices |
| ----------------- | ------- | ----- |
| Santa Catarina    | 7       | 5     |
| Paraná            | 3       | 8     |
| Rio Grande do Sul | 3       | 0     |